# محمدحسین فروزان‌مهر
محمدحسین فروزان‌مهر (زاده ۱۳۴۷ در اراک) سیاستمدار، اقتصاددان و مدیر ارشد اجرایی که هم اکنون قائم مقام مجتمع اقتصادی کمیته امداد امام خمینی یکی از بزرگترین هلدینگ های اقتصادی ایران است.  وی سوابق متعددی در قوه مجریه، قوه قضائیه و هلدینگ‌های صنعتی و اقتصادی دارد.
وی مدرک کارشناسی خود را در رشته علوم اقتصادی از دانشگاه اصفهان و در ادامه کارشناسی ارشد خود را در رشته مهندسی صنایع گرایش برنامه‌ریزی و تحلیل سیستم‌ها دریافت کرد.
وی در دولت‌های هشتم سید محمد خاتمی، نهم و دهم محمود احمدی‌نژاد، یازدهم و دوازدهم حسن روحانی و سیزدهم سید ابراهیم رئیسی مسئولیت داشته است. همچنین معاونت مالی،پشتیبانی و عمرانی قوه قضاییه در زمان سید ابراهیم رئیسی از دیگر سوابق وی می‌باشد.

## مناصب اجرایی
برخی از سوابق وی به این شرح میباشد:
- رئیس سازمان مدیریت و برنامه ریزی استان کرمان
- معاون برنامه ریزی استانداری کرمان
- معاون اداری و مالی مؤسسه عالی پژوهش در برنامه ریزی و توسعه (سازمان برنامه و بودجه کشور)
- معاون اجرایی سازمان خبرگزاری جمهوری اسلامی
- معاون برنامه ریزی استانداری زنجان
- معاون برنامه ریزی استانداری فارس
- معاون سرمایه انسانی وزارت کار و امور اجتماعی
- معاون توسعه کار آفرینی و اشتغال وزارت تعاون، کار و رفاه اجتماعی
- استاندار خراسان رضوی
- معاون هماهنگی امور اقتصادی و توسعه منطقه‌ای وزارت کشور
- مشاور عالی معاون رئیس جمهور و رئیس سازمان برنامه و بودجه کشور
- ریاست امور عمومی، قضائی،دفاعی و امنیتی سازمان برنامه و بودجه کشور
- معاون مالی، پشتیبانی و امور عمرانی قوه قضائیه
- معاون توسعه مدیریت، امور مجلس و استانهای سازمان برنامه و بودجه کشور
- سرپرست هلدینگ و عضو هیئت مدیره شرکت سرمایه گذاری گروه توسعه ملی (وابسته به بانک ملی)
- مدیرعامل و نائب رئیس هئیت مدیره هلدینگ شرکت مدیریت طرح و توسعه آینده پویا (وابسته به بانک ملی)
- مشاور عالی مدیرعامل بانک ملی ایران
- رئیس هیات مدیره شرکت سرمایه گذاری ایرانگردی و جهانگردی (وابسته به صندوق بازنشستگی)
- نائب رئیس هیات مدیره شرکت بازرگانی دارو پخش (وابسته به شستا)
- نائب ریس هیئت مدیره سازمان اقتصادی رضوی (وابسته به آستان قدس رضوی)
- نائب رئیس هئیت مدیره سازمان موقوفات استان تهران (وابسته به آستان قدس رضوی)
- مدیرعامل و نائب رییس هیئت مدیره ایرالکو (شرکت آلومینیوم ایران)